# Велики Мезиричи
Велики Мезиричи (чеш. Velké Meziříčí) су град у Чешкој Републици, у оквиру историјске покрајине Моравске. Велики Мезиричи су град у оквиру управне јединице Височина крај, где припада округу Ждјар на Сазави.

## Географија
Град Велики Мезиричи се налази у средишњем делу Чешке републике. Град је удаљен од 160 км југоисточно од главног града Прага, док је од Брна град удаљен 55 км западно.
Велики Мезиричи су се сместили у области западне Моравске. Надморска висина града је око 420 м. Градско језгро се образовало на ушћу реке Балинке у Ославу, изнад којих се према западу издиже Чехоморавско побрђе.

## Историја
Подручје Великих Мезирича било је насељено још у доба праисторије. Насеље под данашњим називом први пут се у писаним документима помиње почетком 1236. године, које добило градска права 1408. године.
Године 1919. Велики Мезиричи су постали део новоосноване Чехословачке. У време комунизма град је нагло индустријализован. После осамостаљења Чешке дошло је до опадања активности тешке индустрије и до проблема са преструктурирањем привреде.

## Становништво
Велики Мезиричи данас имају око 12.000 становника и последњих година број становника у граду стагнира. Поред Чеха у граду живе и Словаци и Роми.

## Галерија
- Поглед на стари део Мезирича
- Трг св. Николе, главни у граду
- Римокатоличка Црква св. Николе
- Великомезирички замак

## Партнерски градови
- Vansbro Municipality